# Hinterste Neuwiese bei Kronberg
Die Hinterste Neuwiese bei Kronberg ist ein Naturschutzgebiet in Kronberg im Taunus im Hochtaunuskreis. Es handelt sich um ein Natura-2000-Gebiet.

## Das Naturschutzgebiet
Das Naturschutzgebiet mit einer Größe von 12,58 Hektar wurde 1989 unter Schutz gestellt. Das Naturschutzgebiet besteht aus Flächen der Gemarkungsteile „Hinterste Neuwiese“ der Stadt Kronberg und „Kellergrund“ der Gemarkung Oberhöchstadt. Es handelt sich um Feuchtwiesen mit Röhrichten, Erlenwäldchen, nassen Senken und reichen Vorkommen seltener und bestandgefährdeter Pflanzenarten sowie als Lebensraum ebensolcher Vogel- und Amphibienarten.
Die Hinterste Neuwiese liegt oberhalb der B455 am Hang des Hünerbergs.

## Geschichte
Die Waldwiesen wurden im Mittelalter durch Rodung gewonnen. Innerhalb der Kronberger Mark war dies die hinterste „Neuwiese“, die auf diese Weise landwirtschaftlich nutzbar gemacht wurde. Daraus leitet sich der Flurname ab.
Das betreffende Gebiet wurde landwirtschaftlich genutzt. Direkt benachbart befand sich die Mülldeponie des Ortes. In der Flächenschutzkarte Hessen aus dem Jahr 1977, herausgegeben vom Hessischen Minister für Landwirtschaft und Umwelt, wurde die Fläche als „freizuhaltende offene Fläche wegen Bedeutung für Klima, Arten, Biotopschutz, Erholung oder Landschaftsbild“ mit dem Zeichen: K = Klima eingetragen.
1978 veröffentlichte der Hessische Minister für Landesentwicklung, Umwelt, Landwirtschaft und Forsten einen Erlass, nachdem die Biotopkartierung Hessen, also eine Kartierung schutzwürdiger Bereiche in Hessen erstellt werden sollte. Auf dieser Basis sollte die Bezirksdirektion für Forsten und Naturschutz (BFN) ein Biotopsicherungs- und Entwicklungskonzept für Naturschutzgebiete und Naturdenkmale zu erarbeiten.
Im erstellten Schutzgebietsentwurf erhielt die Hinterste Neuwiese in den drei Prioritätsstufen (1 – vorrangig, 2 – eilig, 3 – weniger eilig) die Stufe 2. Das zuständige Forstamt Königstein widersprach in seinem Schreiben vom 15. März 1983 dieser Einstufung.

„(Die Hinterste Neuwiese) kreist seltene Pflanzenarten und einen unangetasteten Feuchtwiesenbiotop auf. Aus diesem Grunde ist die Unterschutzstellung dringend geboten, zumal in der Waldrandlage zur Bebauung hin, eine ständige Inanspruchnahme durch andere Nutzungen zu erwarten ist. Ich halte die Ausweisung jedoch für außerordentlich schwierig, da auch hier die Eigentumsverhältnisse dieser entgegenstehen und zwar aus Gründen der Besitzsplitterung in Privathand. Entgegen Ihrer Auffassung, daß die Ausweisungspriorität mit 2 zu bezeichnen wäre, halte ich hier die höchste Dringlichkeitsstufe für die Erklärung als Naturschutzgebiet für angebracht.“

Nach Berichten über die Anlage eines Entwässerungsgrabens, der das Gebiet trockener gelegt hätte, erließ die BFN am 17. Oktober 1985 gemäß § 18 Abs. 1 HeNatG eine Sicherstellungsanordnung für die Dauer von 3 Jahren mit der Möglichkeit einer zweijährigen Verlängerung.
Ein Eigentümer einer Teilfläche sowie der Betreiber der (inzwischen stillgelegten) Mülldeponie klagten gegen diese Verordnung, deren Rechtmäßigkeit jedoch vom hessischen Verwaltungsgerichtshof bestätigt wurde.